# Варнов (Гревесмилен)
Варнов (њем. Warnow) општина је у њемачкој савезној држави Мекленбург-Западна Померанија. Једно је од 91 општинског средишта округа Нордвестмекленбург. Према процјени из 2010. у општини је живјело 622 становника. Посједује регионалну шифру (AGS) 13058106.

## Географски и демографски подаци
Варнов се налази у савезној држави Мекленбург-Западна Померанија у округу Нордвестмекленбург. Општина се налази на надморској висини од 39 метара. Површина општине износи 16,0 km². У самом мјесту је, према процјени из 2010. године, живјело 622 становника. Просјечна густина становништва износи 39 становника/km².

## Међународна сарадња
| Мјесто | Држава  | Врста сарадње | Од    |
| ------ | ------- | ------------- | ----- |
|        | Шведска | партнерство   | 2003. |
| Извор  |         |               |       |